# NGC 5910/2
NGC 5910/2 је елиптична галаксија у сазвежђу Змија која се налази на NGC листи објеката дубоког неба.
Деклинација објекта је + 20° 53' 29" а ректасцензија 15h 19m 24,2s. Привидна величина (магнитуда) објекта NGC 5910 износи 15,2 а фотографска магнитуда 16,2. NGC 59102 је још познат и под ознакама MCG 4-36-35, NPM1G +21.0426, VV 139, HCG 74B, PGC 54688.